# Pötschach
Pötschach ist eine Ortschaft und eine Katastralgemeinde der Stadtgemeinde Kapfenberg im Bezirk Bruck-Mürzzuschlag in Steiermark.
Pötschach liegt südöstlich des Industrieparks Böhler-Werk und südlich der Semmering Schnellstraße.

## Siedlungsentwicklung
Zum Jahreswechsel 1979/1980 befanden sich in der Katastralgemeinde Pötschach insgesamt 45 Bauflächen mit 88.712 m² und 32 Gärten auf 89.469 m², 1989/1990 gab es 61 Bauflächen. 1999/2000 war die Zahl der Bauflächen auf 150 angewachsen und 2009/2010 bestanden 91 Gebäude auf 154 Bauflächen.

## Bodennutzung
Die Katastralgemeinde ist landwirtschaftlich geprägt. 123 Hektar wurden zum Jahreswechsel 1979/1980 landwirtschaftlich genutzt und 99 Hektar waren forstwirtschaftlich geführte Waldflächen. 1999/2000 wurde auf 79 Hektar Landwirtschaft betrieben und 118 Hektar waren als forstwirtschaftlich genutzte Flächen ausgewiesen. Ende 2018 waren 62 Hektar als landwirtschaftliche Flächen genutzt und Forstwirtschaft wurde auf 114 Hektar betrieben. Die durchschnittliche Bodenklimazahl von Pötschach beträgt 33 (Stand 2010).